# Kartikajaya
Kartikajaya is een bestuurslaag in het regentschap Kendal van de provincie Midden-Java, Indonesië. Kartikajaya telt 1143 inwoners (volkstelling 2010).